# Colón (tỉnh Honduras)
Colón là một trong 18 tỉnh into của Honduras. Tỉnh được lập năm 1881. Tỉnh lỵ là Trujillo, các thành phố chính khác là Tocoa. Tỉnh Colón có nhiều bãi biển và vườn quốc gia rừng mưa nhiệt đới. Pháo đài Santa Barbara được người Tây Ban Nha xây vào thời thuộc địa.
Tỉnh này có diện tích 8.875 km² dân số năm 2005 ước khoảng 266.755 người.

## Đô thị
1. Balfate
2. Bonito Oriental
3. Iriona
4. Limón
5. Sabá
6. Santa Fé
7. Santa Rosa de Aguán
8. Sonaguera
9. Tocoa
10. Trujillo